# 館前路

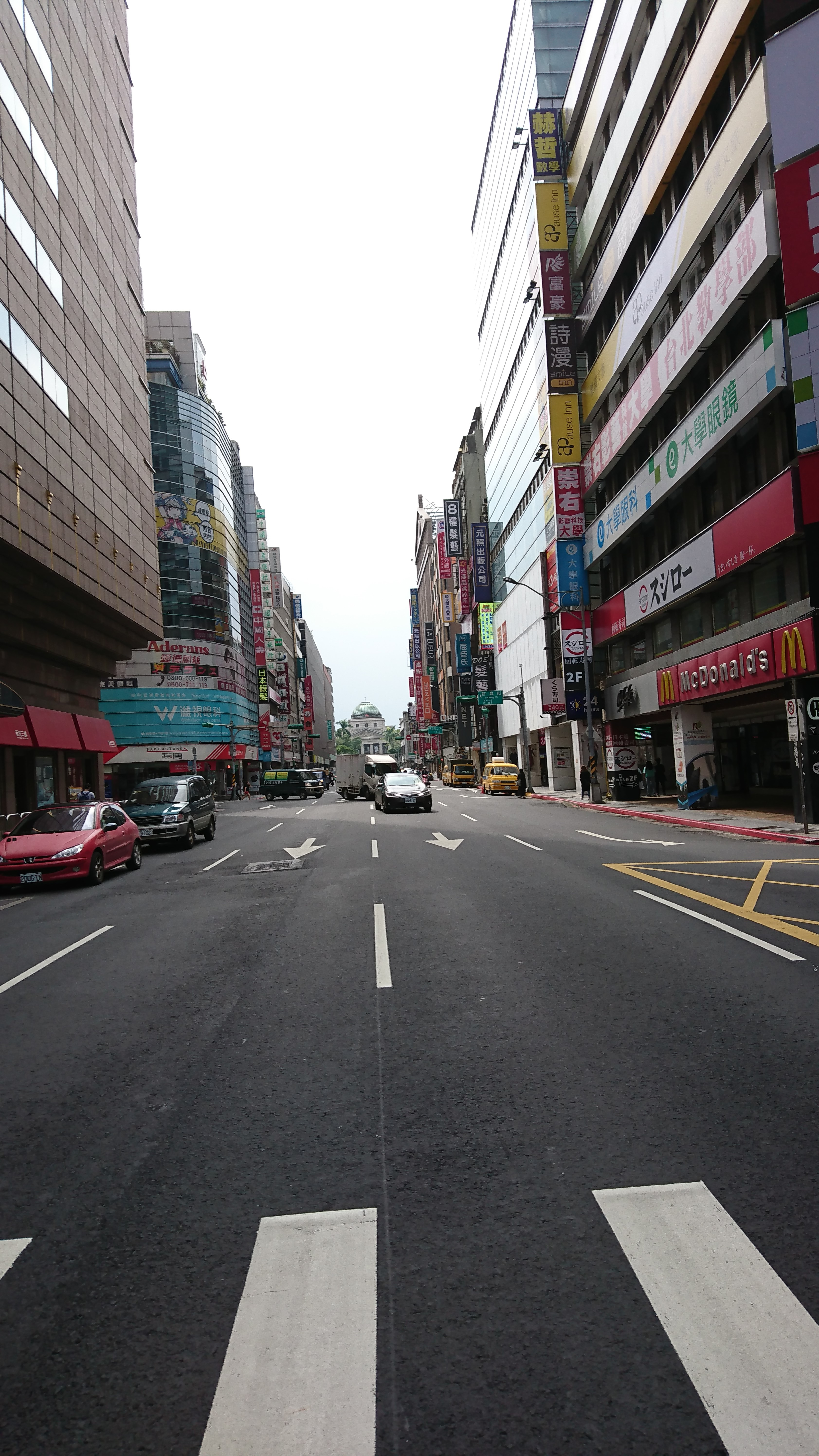
館前路南端近國立臺灣博物館

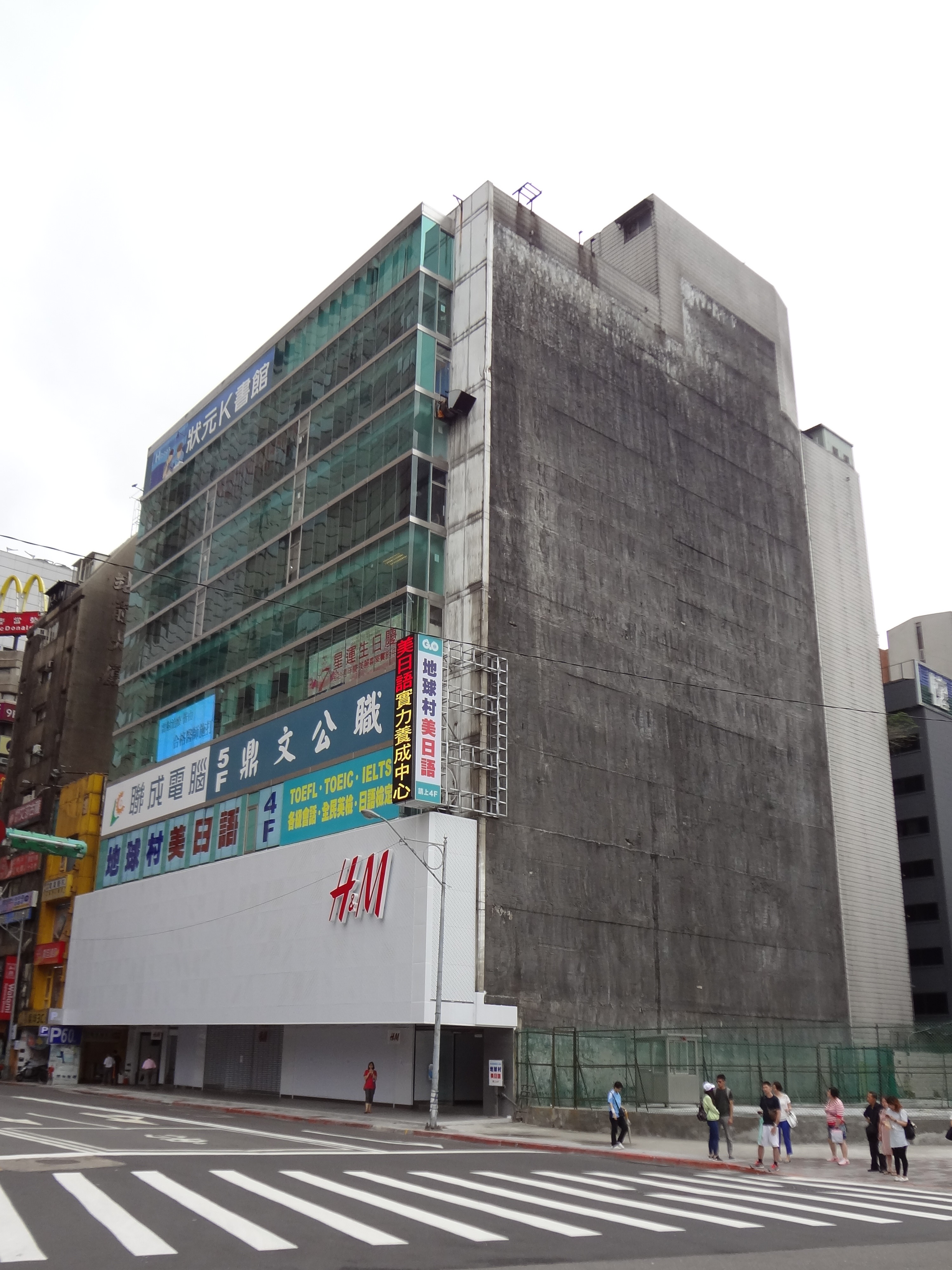
館前商業大樓，位於館前路2號

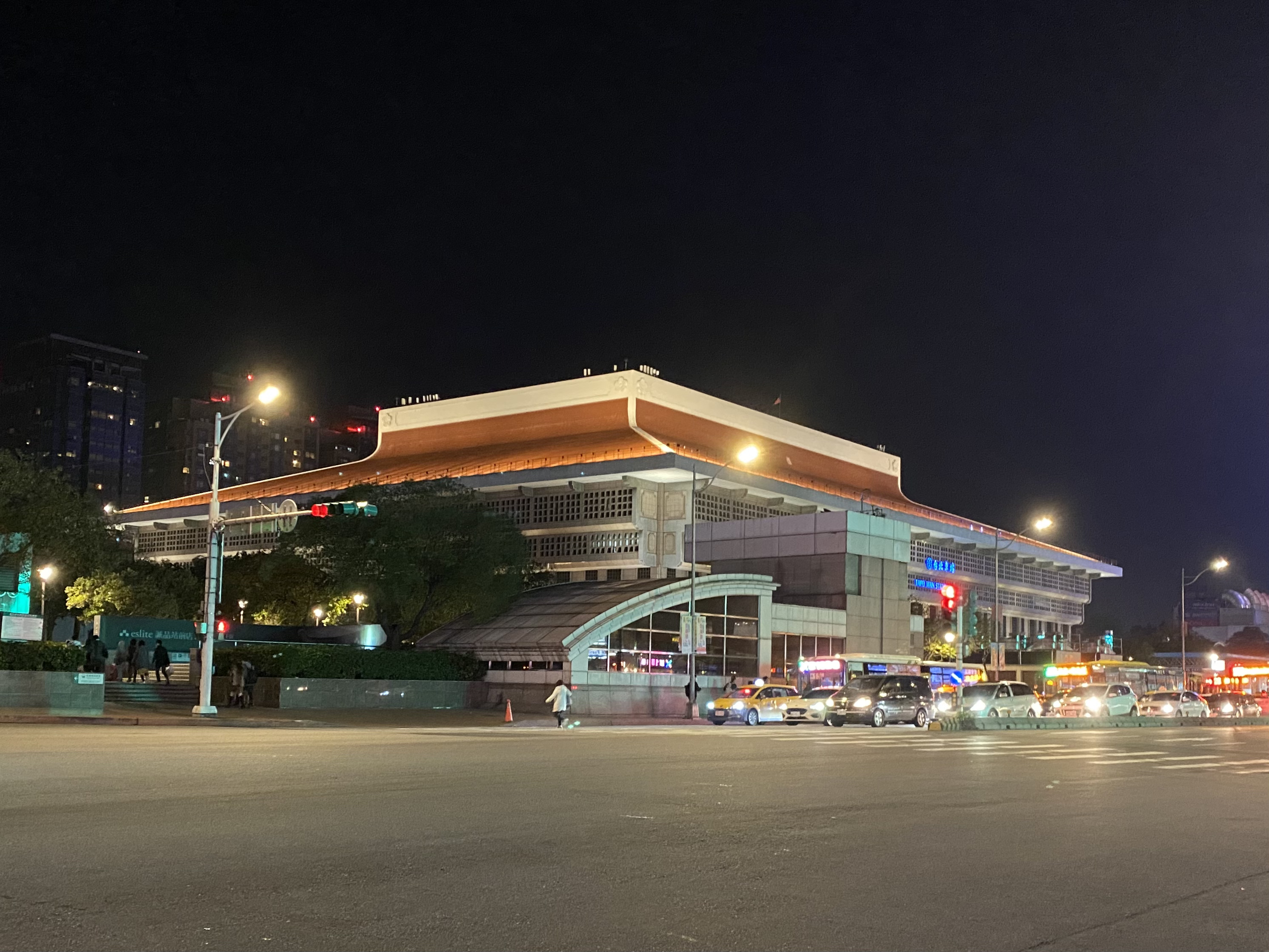
從館前路看台北車站

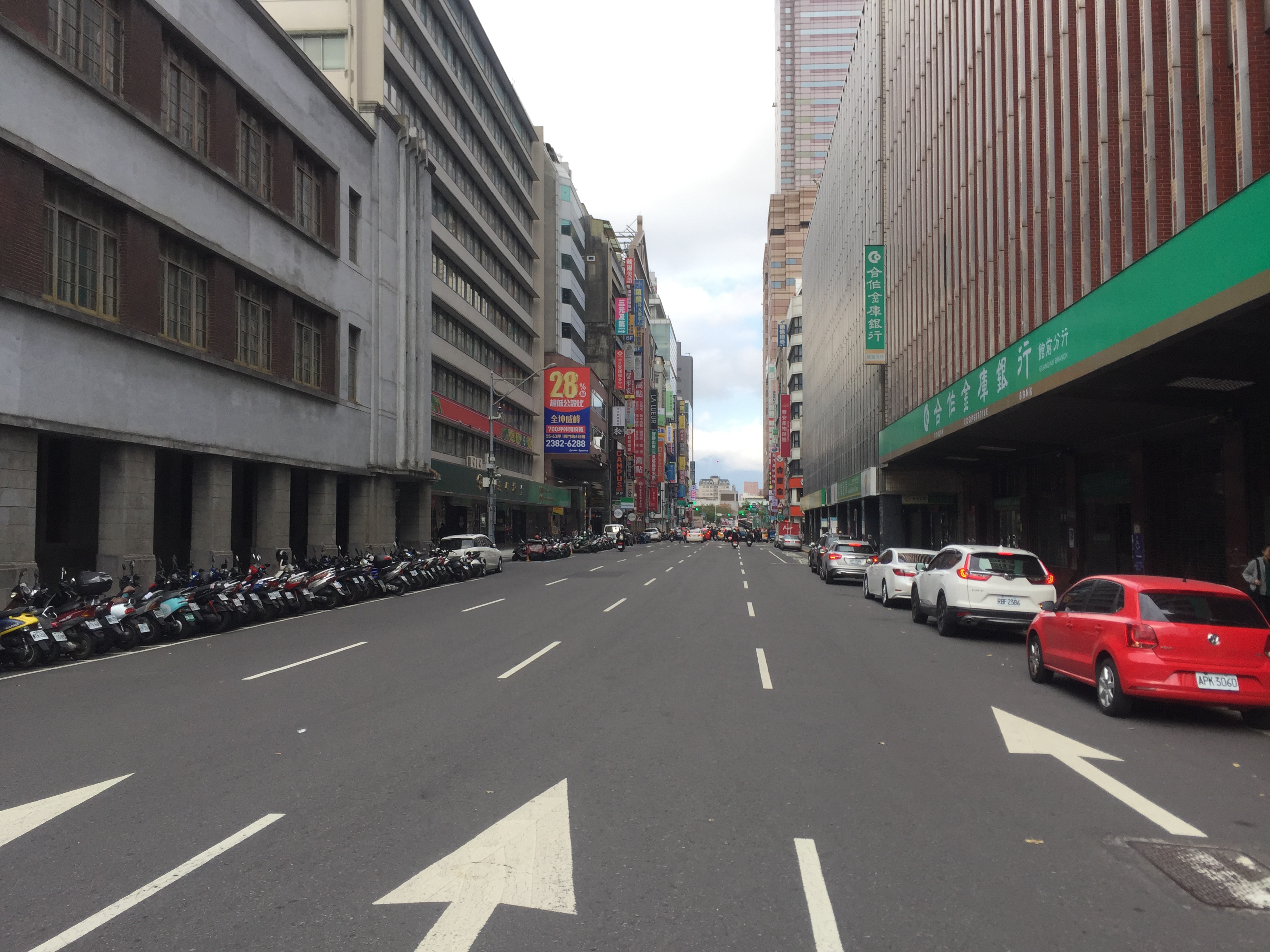
館前路街景

館前路是位於台灣台北市中正區的主幹道，為一單行道，僅能北行,與僅能南行的部分重慶南路(忠孝西路至襄陽路)搭配。本路段位處臺北站前商圈，商場林立，有百貨公司及金融機構。

## 特色
館前路位處的台北站前商圈是台北的市中心之一，區域內有百貨公司、金融機構、辦公大樓。

## 沿線設施
- 新光三越百貨台北站前店（台北站前摩天大樓）
- 麥當勞-台北館前店（台北人稱為館麥）
- 館前商業大樓（2號）
- 崇德大樓（8號，明治生命台北支店拆除改建）
- 館前12商業大樓（12號）
- 中國人壽館前大樓
- 中國青年服務社館前中心（45號）
- 台灣土地銀行總行（46號）
- 臺灣產物保險懷德大樓（49號）
- 三井物產株式會社舊廈（54號，市定古蹟）
- 泰安產物保險總公司（59號）
- 館前聯合大樓
  - 唐榮鐵工廠台北辦事處（65號7樓）
  - 全國農業金庫總公司與營業部（71號1樓）
  - 經濟部投資業務處（71號8樓）
- 臺灣省合作金庫大樓（77號，合作金庫銀行舊總行）
  - 合作金庫銀行館前分行（77號1樓）
- 中國化學製藥總公司（襄陽路23號）